# Pepco
Pepco je polský řetězec oděvních a průmyslových diskontních obchodů. Pepco prodává hračky, oblečení, doplňky, kuchyňské potřeby a další sortiment.

## Historie
Společnost byla založena na konci roku 1999 v Polsku jako pobočka řetězce Brown&Jackson. Prvních několik let fungovaly obchody pod názvem L-stretcher.
V důsledku kapitálových změn v holdingu převzala společnost v roce 2004 společnost Pepkor se sídlem v Jižní Africe. V té době byl název společnosti změněn na Pepco. Byly zahájeny investice související s rozvojem sítě. Do roku 2012 společnost Pepco otevřela 400 obchodů v Polsku. V roce 2013 společnost vstoupila na dva nové trhy – Českou republiku, kde v roce 2023 provozuje 280 kamenných prodejen, a na Slovensko. V roce 2015 se připojily další dvě země – Rumunsko a Maďarsko. O rok později měl řetězec přes 1 000 obchodů. V roce 2017 došlo k expanzi do Chorvatska, Slovinska a Litvy a na začátku příštího roku se přidalo Lotyšsko. V červnu 2018 měla společnost Pepco 1390 obchodů v devíti evropských zemích.